# Spielgruppe
Eine Spielgruppe bietet Kindern im Vorschulalter die Möglichkeit zum Spiel in kleinem Kreis. Spielgruppen sind von ihrer Geschichte her entweder ein Ersatz für fehlende staatliche oder kommunale Kinderbetreuungseinrichtungen oder eine bewusste Alternative zu diesen.

## Länderspezifische Konzepte
Nachfolgend werden Spielgruppenkonzepte aus Deutschland, Großbritannien und der Schweiz vorgestellt. Hildegard Feidel-Mertz weist jedoch darauf hin, dass bereits 1966 im Heft 5 der Blätter des Pestalozzi-Fröbel-Verbandes Ansätze vorschulischer Erziehung im Vorderen Orient, in Japan, den USA, Großbritannien, Finnland und Schweden vorgestellt worden seien.

### Deutschland
In Deutschland gibt es eine lange Tradition, in deren Verlauf sich die frühkindliche Betreuung von der Kinderbewahranstalt zur pädagogisch fundierten Kindergartenerziehung entwickelte.
Gegenbewegungen gegen eine zu stark reglementierte frühkindliche Erziehung gab es bereits um die Jahrhundertwende und verstärkt in den 1920er-Jahren. Ihre zum Teil auch sozialpolitisch begründeten Wurzeln sind in der Reformpädagogik und vor allem im Verein Jugendheim zu suchen, aus dem heraus das von Anna von Gierke geleitete Sozialpägagogische Seminar hervorging.
Die Arbeit des Vereins Jugendheim wurde durch die Machtergreifung beendet. Viele ehemalige Jugendheimerinnen gingen in die Emigration.
Nach 1945 entstanden abermals konfessionell gebundene oder kommunal getragene Kindertagesstätten, die sich immer stärker in Richtung von curricular strukturierten Bildungsanstalten entwickelten. Gegen diesen Trend und die in Kindergärten noch lange verbreitete autoritäre Erziehungstruktur entwickelten sich in den 1960er-Jahren Gegenkonzepte.
Obwohl die Kinderläden in vielfacher Form als Eltern-Kind-Gruppen entstanden sind und auf der Selbsthilfe der Eltern für die frühkindliche Erziehung ihrer Kinder gründeten, beklagt Hildegard Feidel-Mertz, dass in diesem Kontext das Konzept der Spielgruppen nicht rezipiert worden sei, weder bei den Akteurinnen in den Kinderläden noch in der sozialpädagogischen Fachliteratur.

Die heutige Situation beschreibt Manfred Berger in einem Beitrag für das Niedersächsisches Institut für frühkindliche Bildung und Entwicklung e.V.:

„Heute existieren in größeren Städten und Ballungsräumen Deutschlands eine erstaunlich hohe Anzahl von Kinderläden, die ‚nach dem Zerfall der politischen Bewegung in Reformprojekte mündeten‘ (Sander/Wille 2008, S. 660). Elterninitiativen formierten sich, und organisierten Kitas als ‚alternatives Projekt‘ innerhalb der öffentlichen Kleinkindererziehung. Diese werden von öffentlicher Seite ‚in der Regel als Elterninitiativ-Kindertagesstätten bezeichnet, intern heißen sie jedoch bis heute häufig Kinderladen‘, wobei jedoch die für die Gründungszeit ‚beschriebene gesellschaftspolitische Situation nicht mehr aktuell‘ (Iseler 2010, S. 32) ist.“

### Großbritannien
In Großbritannien gab es Anfang de 1960er Jahre keine „vergleichbaren Einrichtungen zur vorschulischen Erziehung und dementsprechend auch keine bereits relativ differenzierte und qualifizierte Ausbildung sozialpädagogischer Fachkräfte, wie sie sich in Deutschland seit mehr als einem Jahrhundert entwickelt hatte“. Belle Tutaev, eine damals junge Mutter, die von dieser Situation selber betroffen war, weil sie eine Betreuungsmöglichkeit für ihr Kind suchte, schloss sich 1961 mit anderen Müttern zusammen, um nach dem Vorbild ähnlicher Initiativen in Neuseeland, Australien und den USA eine Playgroup zu gründen, aus der dann später die landesweite Pre-school Learning Alliance hervorging (siehe Weblinks). 1964 stieß die deutsche Emigrantin und beim Verein Jugendheim ausgebildete Hilde Jarecki zu dieser Bewegung. Sie wurde als Professinal Adviser eingestellt, deren vorrangige Aufgabe es war, die Playgroups in Inner London zu organisieren und Ausbildungskurse für Playgroup-Leiterinnen einzurichten.

Hilde Jarecki blieb der Playgroup-Bewegung bis ins hohe Alter eng verbunden, wenngleich sie der späteren Entwicklung hin zu verschulten und leistungsbetonten Angeboten sehr kritisch gegenüber stand. Dennoch sind die Spielgruppen in England bis heute eine verbreitete Form vorschulischer Bildung und Erziehung, die staatlicherseits anerkannt und gefördert werden.

„Der Dachverband, die Pre-School Learning Alliance, hat sich jedenfalls zu einem sehr professionell arbeitenden Netzwerk mit einem breiten Angebot an Einrichtungen, Aktivitäten, Serviceleistung für Eltern, Aus- und Fortbildungskursen, Publikationen und Kampagnen entwickelt. Hilde Jareckis systematischer Aufbau einer parallelen Betreuungs- und Qualifizierungsstruktur mit einer engen Verzahnung von Theorie und Praxis hat sich offenbar bewährt und bleibt, trotz vieler Zugeständnisse an amtliche Vorgaben, ein notwendiges Korrektiv zu der in der englischen Vorschulpädagogik sehr weit verbreiteten schulischen Leistungskultur.“

### Schweiz
Spielgruppen sind Lern- und Bildungsorte für Kinder ab etwa zweieinhalb Jahren bis zum Kindergarteneintritt, der in der Schweiz in der Regel mit 4 Jahren erfolgt. Das zentrale Bildungsmittel ist das freie Spiel. Das Kind steht im Mittelpunkt, aufmerksam begleitet von pädagogischen Fachpersonen, die ihm Raum und Sicherheit bieten für seine soziale, emotionale, kognitive, körperliche und psychische Entwicklung.
Spielgruppen verstehen sich als Bildungsinstitutionen und ordnen sich deshalb der Bildungskette ein. Sie sind Teil des Netzes zur frühkindlichen Bildung, Betreuung und Erziehung FBBE und bilden eine Ergänzung zur Familie. Spielgruppen übernehmen Aufgaben der (sprachlichen) Integration als Beitrag zur Chancengerechtigkeit.
Spielgruppen gibt es in der Schweiz seit mehr als 40 Jahren. Ca. 65 % der Kinder in der Deutschschweiz besuchen vor dem Eintritt in das Schulsystem eine Spielgruppe. Das Angebot ist breit, neben Spielgruppen, die sich vorwiegend Drinnen treffen, gibt es verschiedene Wald- und Naturspielgruppen oder Bauernhof- und Gartenspielgruppen. Dazu bestehen verschiedene Spielgruppen mit besonderer pädagogischer Ausrichtung (Waldorf, Montessori) oder Spielgruppen mit besonderem Förderauftrag (z. B. Sprachspielgruppen, Integrationsspielgruppen).
In der Westschweiz existieren zahlreiche Betreuungsangebote für Kinder im Vorschulalter. Diese Angebote variieren bezüglich Namensgebung in den einzelnen Westschweizer Kantonen und auch innerhalb eines Kantons stark. Viele davon unterscheiden sich stark und sind kein vergleichbares Pendant zu den Spielgruppen in der
Deutschschweiz. Ein ähnliches Bild zeigt sich auch in der italienischsprachigen Schweiz.
Als pädagogische Grundlagen dienen den pädagogischen Fachpersonen die Fachpublikation Spielgruppenpädagogik (IG Spielgruppen Schweiz GmbH, 2019) und der Orientierungsrahmen für frühkindliche Bildung, Betreuung und Erziehung (Wustmann Seiler und Simioni, 2016) sowie die «Qualitätsmerkmale für Spielgruppen» des SSLV (SSLV, 2017). Naturspielgruppen orientieren sich zusätzlich am Wegweiser Kind und Natur bis 6.

#### Qualität
Spielgruppen sind im Gegensatz zu Kindertagesstätten weder melde- noch bewilligungspflichtig. Die genauen rechtlichen Rahmenbedingungen sind aber kantonal und kommunal verschieden.
Der Schweizerische Spielgruppen-LeiterInnen-Verband SSLV hat Rahmenbedingungen und Qualitätskriterien festgelegt. Eine Gruppe umfasst nicht mehr als 12 Kinder, wobei die individuellen Bedürfnisse der Kinder und/oder die Alterszusammensetzung den Betreuungsschlüssel bestimmen. Jede Gruppe einer Innen-Spielgruppe wird von mindestens zwei erwachsenen Personen betreut, davon ein ausgebildeter Spielgruppenleiter: in. In Wald-/Naturspielgruppen erfolgt die Betreuung durch mindestens zwei erwachsene Personen. Zwei ausgebildete Spielgruppenleitende, davon einer mit zusätzlicher Spezialisierungsausbildung.
Seit 2004 verleiht der Schweizerische Spielgruppen-LeiterInnen-Verband SSLV ein Qualitätslabel an Spielgruppen. Dieses wurde 2019/20 überarbeitet und angepasst. Das Label, das neu erst nach einer umfassenden Prüfung und einem Audit vor Ort in der Spielgruppe vergeben wird, macht Qualität in der Spielgruppe sichtbar. Es schafft zugleich Transparenz für die verschiedenen Zielgruppen und dient Eltern und anderen Bezugspersonen von Kindern die auf der Suche nach einem Spielgruppenplatz sind, als Entscheidungshilfe. Auf der anderen Seite liefert das Qualitätslabel Kantonen, Gemeinden und Behörden Anhaltspunkte und Kriterien für Leistungsvereinbarungen oder finanzielle Unterstützung von Spielgruppen.

#### Vernetzung
Seit der Gründung 2001 nimmt der SSLV auf nationaler Ebene die Anliegen und Interessen der Spielgruppenleitenden wahr und setzt sich für mehr Anerkennung und Wertschätzung der Spielgruppen ein. Darüber hinaus ist er ein verlässlicher und kompetenter Partner im Bereich der frühkindlichen Bildung Betreuung und Erziehung FBBE für Fachwelt, Behörden und Politik. Der Berufsverband beobachtet die gesellschaftlichen und politischen Entwicklungen und macht auf die Bedürfnisse von Kindern und deren Eltern oder Bezugspersonen aufmerksam. Stets mit dem Anliegen, die große Bedeutung des freien Spiels hervorzuheben, dem zentralen Bildungsmittel der frühen Kindheit.
Dem SSLV sind 19, in der Regel kantonal organisierte, Fach- und Kontaktstellen Spielgruppen FKS angeschlossen. Diese setzen sich für die Belange der Spielgruppen bei Behörden und Politik im Kanton ein, informieren und beraten Spielgruppenleitende und sind Ansprechpartner für Eltern, Gemeinden und Kanton.

#### Ausbildung
Die Ausbildung zum Spielgruppenleiter ist noch nicht eidgenössisch geregelt und verfügt darum über keinen eidgenössisch anerkannten Abschluss. Die Ausbildung ist kein Angebot der beruflichen Grundbildung. Im schweizerischen Bildungssystem ist sie im Bereich Weiterbildungen angesiedelt.
Der Schweizerische Spielgruppen-LeiterInnen-Verband SSLV hat acht Bildungsinstitutionen anerkannt, die die Ausbildung zur Spielgruppenleitung anbieten. Sie arbeiten in der Ausbildungskommission AK des SSLV zusammen und definieren Ausbildungsinhalte, verbindliche Leitziele und Rahmenbedingungen. Damit sorgen sie für einheitliche Ausbildungsabschlüsse und fortwährende Qualitätssicherung und setzen sich für eine Stärkung und Weiterentwicklung des Berufes und für mehr Anerkennung für die pädagogischen Fachpersonen ein.